# لیو یانان
لیو یانان (چینی: 劉亞男؛ زادهٔ ۲۹ سپتامبر ۱۹۸۰) بازیکن والیبال اهل چین است.
او به همراه تیم کشورش در بازی‌های المپیک تابستانی ۲۰۰۴ و ۲۰۰۸ شرکت کرد.